# Marco Pompônio Matão (cônsul em 231 a.C.)
Marco Pompônio Matão (m. 204 a.C.; em latim: Marcus Pomponius Matho) foi um político da gente Pompônia da República Romana eleito cônsul em 231 a.C. com Caio Papírio Masão. Era filho de Marco Pompônio e irmão de Mânio Pompônio Matão, cônsul em 233 a.C.. 

## Consulado (231 a.C.)
Foi eleito cônsul em 231 a.C. com Caio Papírio Masão. Durante seu mandato, comandou a repressão aos nuráguicos, o povo nativo da Sardenha, fazendo uso inclusive de cães ferozes para encurralar os que haviam se escondido em cavernas e nos bosques.

## Segunda Guerra Púnica

### Mestre da cavalaria (217 a.C.)
Em 217 a.C., Matão foi nomeado mestre da cavalaria (magister equitum) pelo ditador Lúcio Vetúrio Filão, mas a nomeação dos dois foi invalidada alguns dias depois por "vício de forma". Lívio menciona que ele já pretor naquele ano, afirmando que foi ele quem anunciou ao povo romano a desastrosa derrota na Batalha do Lago Trasimeno, no início da Segunda Guerra Púnica: "Numa grande batalha, fomos derrotados", o que confirmou o rumor que já havia tomado conta da cidade.

### Anos finais
Lívio afirma também que Marco Pompônio foi eleito pretor urbano em 216 a.C. juntamente com Públio Fúrio Filo. Morreu em 204 a.C., ano em que foi áugure e "decemvir sacrorum".